# إدوارد فورلونغ
إدوارد فورلونغ (بالإنجليزية: Edward Furlong)‏ ممثل أمريكي من مواليد 2 أغسطس 1977، وقد اشتهر لأدائه دور «جون كونور» في فيلم «ترمينيتور 2» وأدائه لشخصية «دنيال فينيارد» في فيلم «أميريكان هيستوري إكس».
ترشح مرتين لجائزة «ساترن أوورد» وفاز بجائزة أحسن ممثل شاب لسنة 1992 عن دوره في فيلم «ترمينيتور 2». كذلك حصل على جائزة «إم تي في أوورد» لسنة 1992 لأفضل أداء عن دوره في نفس الفيلم.

## نشأته
ولد إدوارد فورلونغ في مدينة «غليندال» بولاية كاليفورنيا، وينحدر من أصول مكسيكية من ناحية الأم، وروسية وربما من سكان أمريكا الأصليين. له شقيق صغير «بوبي تورّس» من زوج أمه «موريس تورِّس». بعد ذلك انتقل للعيش مع خالته «نانسي تافويا» وخاله «شون فورلونغ» في العام 1990. بعد ذلك حصلا على حق الوصاية الشرعية عليه في أيلول/سبتمبر سنة 1991. التحق بمدرسة «تشارلز.و إيليوت» الابتدائية بمدينة «ألتندا»، بعد ذلك التحق بثانوية «ساوث باسادينا» بمدينة «ساوث باسادينا» بولاية كاليفورنيا.

## مواقع خارجية
- إدوارد فورلونغ على موقع IMDb (الإنجليزية)
- إدوارد فورلونغ على موقع روتن توميتوز (الإنجليزية)
- إدوارد فورلونغ على موقع ألو سيني (الفرنسية)
- إدوارد فورلونغ على موقع ميوزك برينز (الإنجليزية)
- إدوارد فورلونغ على موقع تيرنر كلاسيك موفيز (الإنجليزية)
- إدوارد فورلونغ على موقع أول موفي (الإنجليزية)
- إدوارد فورلونغ على موقع قاعدة بيانات الأفلام السويدية (السويدية)
- إدوارد فورلونغ على موقع إن إن دي بي (الإنجليزية)
- إدوارد فورلونغ على موقع ديسكوغز (الإنجليزية)
- إدوارد فورلونغ على موقع قاعدة بيانات الفيلم (الإنجليزية)